# Relations entre la France et les Seychelles
 (décembre 2018).
Les relations entre la France et les Seychelles désignent les relations diplomatiques bilatérales s'exerçant entre, d'une part, la République française, Etat principalement européen, et de l'autre, l'archipel de la République des Seychelles.

## Histoire
En novembre 1743, le gouverneur de l'Isle de France envoie deux capitaines prendre possession de l'archipel au nom du roi de France. En 1756, les Français occupent l'archipel et le baptisent en l'honneur de Jean Moreau de Séchelles, contrôleur général des finances de Louis XV.

## Relations contemporaines

### Culture
Le français est une langue officielle de la République des Seychelles et l'archipel est membre de l'Organisation internationale de la francophonie. La France et les Seychelles sont deux pays peuplés à majorité de catholiques. 

### Liens économiques
À la suite de la crise de 2008, le Club de Paris a annulé 45 % du stock de dette des Seychelles. En 2017, la France est le premier client et le troisième fournisseur des Seychelles, et leur deuxième investisseur étranger en termes de stock d'IDE.

### Dimension militaire
La France et les Seychelles coopèrent dans le cadre de la Commission de l'océan Indien. Depuis La Réunion, les forces armées françaises peuvent porter un secours humanitaire aux habitants de l'archipel.